# Rocky (datorspel 1987)
Rocky är det andra datorspelet baserat på den populära serien Rocky-filmer, som släpptes för Sega Master System 1987. Spelaren måste träna Rocky Balboa före varje kamp för att förbättra sina färdigheter. Rocky har en rak punch, en krok, en uppercut och en kroppsstans samt olika kombinationer.